# 대양의 경계

세계 해역을 나타내는 지도. 지구를 둘러싼 연속적인 수역인 세계 해양은 여러 주요 지역으로 나뉜다. 일반적으로 태평양, 대서양, 인도양, 북극해, 남극해 다섯 개의 대양으로 구분한다. 마지막 두 개는 때때로 처음 세 개로 통합된다.

대양의 경계는 지구의 해양 수역 사이의 경계이다. 대양의 정의와 수는 채택된 기준에 따라 달라질 수 있다. 다섯 대양의 주요 구분(면적 내림차순)은 태평양, 대서양, 인도양, 남극해, 북극해이다. 대양의 더 작은 지역은 바다, 광만, 만, 해협 등으로 불린다. 지질학적으로, 대양은 물로 덮인 해양 지각 지역이다.
각 해역에 포함된 바다에 대해서는 지구의 바다 목록을 참조하라.

## 개요
일반적으로 여러 개의 분리된 대양으로 가리키지만, 세계 해역은 때때로 세계 대양 또는 글로벌 해양이라고 불리는 하나의 전 지구적이고 상호 연결된 염수체를 구성한다. 각 해역 사이의 비교적 자유로운 상호 교환이 있는 연속적인 수역이라는 이 개념은 해양학에 근본적으로 중요하다.
주요 대양 구분은 부분적으로 대륙, 다양한 군도 및 기타 기준으로 정의된다. 주요 대양은 크기 차례로 내림차순으로 태평양, 대서양, 인도양, 남극해, 북극해이다. 이보다 더 작은 바다는 바다, 만, 만, 해협 등으로 불린다.
지질학적으로, 대양은 물로 덮인 해양 지각 지역이다. 해양 지각은 지구의 맨틀을 덮고 있는 굳어진 화산성 현무암의 얇은 층이다. 대륙 지각은 더 두껍지만 밀도는 낮다. 이러한 관점에서 지구에는 세계 해양, 카스피해, 흑해의 세 대양이 있다. 후자 두 개는 키메리아와 로라시아의 충돌로 형성되었다. 지중해는 판 운동으로 인해 지브롤터 해협을 통해 세계 해양과의 연결이 반복적으로 끊어졌기 때문에 때로는 별개의 대양이다. 흑해는 보스포루스 해협을 통해 지중해와 연결되어 있지만, 보스포루스 해협은 지브롤터 해협과 같은 해양 해저 부분이 아니라 약 7,000년 전 대륙암을 뚫고 생긴 자연 운하이다.
이름과는 달리, 일부 작은 내륙 "바다"는 대양과 연결되어 있지 않다. 예를 들어, 카스피해(지질학적으로는 그 자체로 완전한 대양이다)와 아랄해와 같은 수많은 염호가 있다.
국제 수로 기구(IHO)에 따라 어떤 바다가 어떤 대양에 속하는지를 보여주는 완전한 계층은 유럽 해양 지명원 웹사이트에서 확인할 수 있다. 각 해역에 포함된 바다에 대해서는 지구의 바다 목록 문서도 참조하라. 또한 세계 바다에 대한 다양한 정의가 많으며 단일 권위가 없다는 점에 유의.

### 대양 목록
세계 해양은 대륙과 다양한 해양학적 특징으로 구분되는 여러 주요 해양 지역으로 나뉜다. 이 구분은 대서양, 북극해(때로는 대서양의 어귀로 간주됨), 인도양, 태평양, 남극해로 국제 수로 기구 (IHO)가 2000년에 정의했으며, 후자는 독특한 생태계와 전 지구적 기후에 대한 독특한 영향을 가지고 식별된 비교적 새로운 추가 사항이다. 결과적으로, 해양 수역은 많은 작은 바다, 만, 후미로 흩어져 있다.
지구의 남극에서 보면, 대서양, 인도양, 태평양은 남극해에서 북쪽으로 뻗어 나가는 엽으로 볼 수 있다. 더 북쪽으로 가면 대서양은 북극해로 이어지고, 북극해는 베링 해협을 통해 태평양과 연결되어 연속적인 수역을 형성한다.
다섯 대양은 다음과 같다.
- 태평양은 가장 큰 대양으로, 남극해에서 북극해까지 북쪽으로 뻗어 있다. 오스트레일리아와 아시아,  아메리카 사이를 가로지른다. 태평양은 남아메리카 남쪽의 혼곶에서 대서양과 만난다.
- 대서양은 두 번째로 큰 대양으로, 남극해에서 아메리카와 아프리카 및 유럽 사이를 거쳐 북극해까지 뻗어 있다. 대서양은 아프리카 남쪽의 아굴라스곶에서 인도양과 만난다.
- 인도양은 세 번째로 큰 대양으로, 남극해에서 북쪽으로 인도, 아라비아반도, 아시아의 동남아시아까지, 서쪽으로는 아프리카, 동쪽으로는 오스트레일리아 (대륙) 사이에 뻗어 있다. 인도양은 동쪽으로 오스트레일리아 근처의 남동곶에서 태평양과 합류한다.
- 북극해는 다섯 대양 중 가장 작다. 그린란드와 아이슬란드 근처에서 대서양과 합류하며, 베링 해협에서 태평양과 합류한다. 북극점 위에 위치하며, 서반구의 북아메리카와 동반구의 스칸디나비아 및 시베리아에 접해 있다. 북극해는 부분적으로 해빙으로 덮여 있으며, 그 범위는 계절에 따라 달라진다.
- 남극해는 남극을 둘러싸는 대양으로 제안되었으며, 남극순환류가 지배적이며, 일반적으로 남위 60도 이남의 해양이다. 남극해는 부분적으로 해빙으로 덮여 있으며, 그 범위는 계절에 따라 달라진다. 남극해는 명명된 다섯 대양 중 두 번째로 작다.

## 북극해

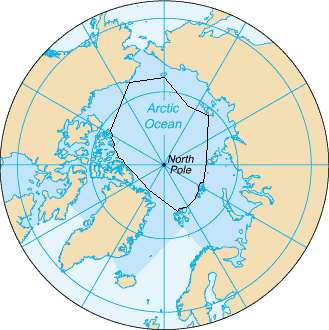
CIA 월드 팩트북 (파란색 영역) 및 IHO 정의(검은색 윤곽선 – 주변 수역 제외)에 따른 북극해의 경계

북극해는 북극의 대부분을 덮고 있으며 북아메리카와 유라시아에 접해 있다. 때로는 대서양의 바다 또는 어귀로 간주된다.
국제 수로 기구 (IHO)는 북극해의 한계(포함된 바다 제외)를 다음과 같이 정의한다.:Art. 17
그린란드와 서스피츠베르겐 [sic] 사이 – 그린란드해의 북쪽 경계.
서스피츠베르겐과 노스이스트랜드 사이 – 북위 80° N의 평행선.
리스미스곶에서 콜사트곶까지 – 바렌츠해 [sic]의 북쪽 경계.
콜사트곶에서 몰로토프곶까지 – 카라해의 북쪽 경계.
몰로토프곶에서 코텔니섬의 북쪽 끝까지 – 랍테프해의 북쪽 경계.
코텔니섬의 북쪽 끝에서 브란겔섬의 북쪽 지점까지 – 동시베리아해의 북쪽 경계.
브란겔섬의 북쪽 지점에서 배로곶까지 – 축치해 [sic]의 북쪽 경계.

배로곶에서 프린스패트릭섬의 랜드스엔드곶까지 – 보퍼트해의 북쪽 경계, 프린스패트릭섬의 북서쪽 해안을 따라 리오폴드 매클린톡곶까지, 거기서부터 머레이곶 (브룩섬 [sic])까지, 그리고 북서쪽 해안을 따라 최북단 지점까지, 매케이곶 (보든섬), 보든섬의 북서쪽 해안을 따라 맬록곶까지, 이삭센곶 (엘레프링네스섬), 메이겐섬의 북서쪽 지점에서 액슬하이버그섬의 스톨워시곶까지, 엘즈미어섬의 서쪽 끝인 콜게이트곶까지, 엘즈미어섬의 북쪽 해안을 따라 컬럼비아곶까지, 거기서부터 그린란드의 모리스재섭곶까지 연결하는 선.
이러한 정의는 IHO에서 별도로 정의된 주변 수역(예: 카라해 및 동시베리아해)은 제외하며, 일반적으로 이들은 북극해의 일부로 간주된다는 점에 유의.
CIA는 IHO의 정의와 비교하는 지도에 묘사된 바와 같이 북극해의 한계를 다르게 정의한다.

## 대서양

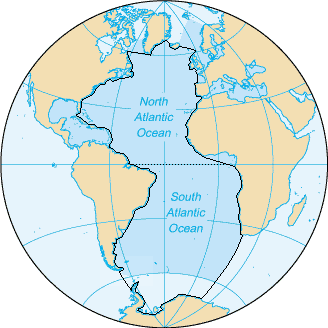
CIA 월드 팩트북 (파란색 영역) 및 IHO 정의(검은색 윤곽선 – 주변 수역 제외)에 따른 대서양

대서양은 아메리카 대륙과 유럽 및 아프리카를 나눈다. 적도를 가지고 북대서양과 남대서양으로 더 세분화할 수 있다.

### 북대서양
현재 유효한 국제 수로 기구 (IHO)의 《대양과 바다의 경계》 제3판은 북대서양의 한계(포함된 바다 제외)를 다음과 같이 정의한다:
서쪽. 카리브해의 동쪽 경계, 쿠바 북쪽 해안에서 키웨스트까지의 멕시코만 남동쪽 경계, 펀디만의 남서쪽 경계 및 세인트 로렌스만의 남동쪽 및 북동쪽 경계.
북쪽. 래브라도 해안에서 그린란드까지의 데이비스 해협 남쪽 경계 및 그린란드에서 셰틀랜드 제도까지의 그린란드해 및 노르웨이해 남서쪽 경계.
동쪽. 북해의 북서쪽 경계, 스코틀랜드해의 북쪽 및 서쪽 경계, 아일랜드해의 남쪽 경계, 브리스틀 및 영국 해협의 서쪽 경계, 비스케이만 및 지중해의 서쪽 경계.

남쪽. 브라질 해안에서 기니만 남서쪽 경계까지의 적도.
이 정의는 IHO에서 별도로 정의된 주변 수역(예: 카리브해 및 북해)은 제외하며, 일반적으로 이들은 대서양의 일부로 간주된다는 점에 유의.

### 남대서양
현재 유효한 국제 수로 기구 (IHO)의 《대양과 바다의 경계》 제3판은 남대서양의 한계(포함된 바다 제외)를 다음과 같이 정의한다.
남서쪽. 칠레의 혼곶 자오선 (67°16'W)에서 티에라델푸에고 제도에서 남극 대륙까지, 비르헤네스곶 (남위 52° 21′  서경 68° 21′  / 남위 52.350°  서경 68.350° )에서 티에라델푸에고의 에스피리투산토곶, 마젤란 해협의 동쪽 입구까지 이어지는 선.
서쪽. 리오데라플라타의 한계.
북쪽. 북대서양의 남쪽 한계.
북동쪽. 기니만의 한계.
남동쪽. 아굴라스곶에서 동경 20° 자오선을 따라 남극 대륙까지.

남쪽. 남극 대륙.
이 정의는 IHO에서 별도로 정의된 주변 수역(예: 비스케이만 및 기니만)은 제외하며, 일반적으로 이 해역은 대서양의 일부로 간주된다는 점에 유의.
2002년 초안에서 IHO는 대서양의 남쪽 한계를 남위 60도로 이동하여 그 선 이남의 수역을 남극해로 재정의했다. 이 새로운 정의는 아직 비준되지 않았다(또한, 2003년에는 오스트레일리아가 유보를 표명했다). "남극해"라는 이름은 자주 사용되지만, 미국 내셔널 지오그래픽 협회의 월드 아틀라스 10판과 같은 일부 지리적 기관에서는 대서양, 인도양, 태평양이 남극까지 계속되는 것으로 일반적으로 표시한다. 2002년 정의가 채택되면, 《대양과 바다의 경계》 제4판에 발표되어 제2판의 "남극해"를 다시 도입하고 제3판에서는 생략되었다.

## 인도양

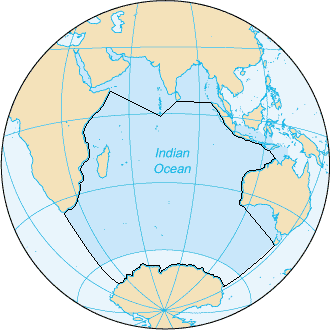
CIA 월드 팩트북 (파란색 영역) 및 IHO 정의(검은색 윤곽선 – 주변 수역 제외)에 따른 인도양

인도양은 아시아 남부에 접해 있으며 아프리카와 오스트레일리아를 나눈다.
현재 유효한 국제 수로 기구 (IHO)의 《대양과 바다의 경계》 제3판은 인도양의 한계(포함된 바다 제외)를 다음과 같이 정의한다.
북쪽. 아라비아해 및 락샤드위프해의 남쪽 한계, 벵골만의 남쪽 한계, 동인도 제도의 남쪽 한계, 및 그레이트오스트레일리아만의 남쪽 한계.
서쪽. 아굴라스곶에서 동경 20°를 따라 남쪽으로 남극 대륙까지.
동쪽. 태즈메이니아주의 남쪽 지점인 남동곶에서 동경 146°55' 자오선을 따라 남극 대륙까지.
남쪽. 남극 대륙.
이 정의는 IHO에서 별도로 정의된 주변 수역(예: 벵골만 및 아라비아해)은 제외하며, 일반적으로 이들은 인도양의 일부로 간주된다는 점에 유의.
2002년 초안에서 IHO는 인도양의 남쪽 한계를 남위 60도로 이동하여 그 선 이남의 수역을 남극해로 재정의했다. 이 새로운 정의는 아직 비준되지 않았다(또한, 2003년에는 오스트레일리아가 유보를 표명했다). "남극해"라는 이름은 자주 사용되지만, 미국 내셔널 지오그래픽 협회의 월드 아틀라스 10판과 같은 일부 지리적 기관에서는 대서양, 인도양, 태평양이 남극까지 계속되는 것으로 일반적으로 표시한다. 2002년 정의가 채택되면, Limits of Oceans and Seas 제4판에 발표되어 제2판의 "남극해"를 다시 도입하고 제3판에서는 생략되었다.
인도양의 경계는 오스트레일리아의 헌법 문제이다. 1834년 제국 사우스오스트레일리아 식민지법은 사우스오스트레일리아 식민지를 설립하고 정의하면서 남쪽 한계를 "남극해"로 정의했다. 이 정의는 1901년 오스트레일리아 연방 설립 시 오스트레일리아 헌법으로 계승되었다.

## 태평양

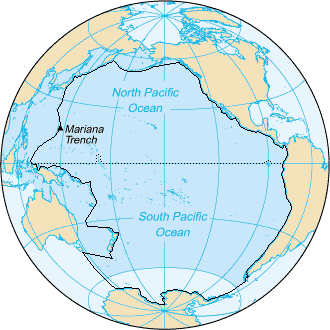
CIA 월드 팩트북 (파란색 영역) 및 IHO 정의(검은색 윤곽선 – 주변 수역 제외)에 따른 태평양

태평양은 아시아와 오스트레일리아를 아메리카와 나누는 대양이다. 적도를 경계로 북태평양과 남태평양으로 더 세분화될 수 있다.

### 북태평양
현재 유효한 국제 수로 기구 (IHO)의 Limits of Oceans and Seas 제3판은 북태평양의 한계(포함된 바다 제외)를 다음과 같이 정의한다.
남서쪽. 적도에서 루손섬까지의 동인도 제도의 북동쪽 한계.
서쪽 및 북서쪽. 필리핀해 및 동해의 동쪽 한계 및 오호츠크해의 남동쪽 한계.
북쪽. 베링해 및 알래스카만의 남쪽 한계.
동쪽. 알래스카 남동부 및 브리티시컬럼비아 해안 수역의 서쪽 한계 및 칼리포르니아만의 남쪽 한계.
남쪽. 적도, 그러나 그 북쪽에 위치하는 길버트 및 갈라파고스 [sic] 그룹의 섬은 제외.

### 남태평양
현재 유효한 국제 수로 기구 (IHO)의 Limits of Oceans and Seas 제3판은 남태평양의 한계(포함된 바다 제외)를 다음과 같이 정의한다.
서쪽. 태즈메이니아주의 남쪽 지점인 남동곶에서 동경 146°55' 자오선을 따라 남극 대륙까지.
남서쪽 및 북서쪽. 태즈먼해의 남쪽, 동쪽, 북동쪽 한계, 산호해의 남동쪽 및 북동쪽 한계, 솔로몬 및 비스마르크 [sic] 해의 남쪽, 동쪽 및 북쪽 한계, 그리고 뉴기니섬에서 적도까지의 동인도 제도의 북동쪽 한계.
북쪽. 적도, 그러나 그 북쪽에 위치하는 길버트 및 갈라파고스 [sic] 그룹의 섬은 포함.
동쪽. 혼곶의 자오선 (67°16'W)에서 티에라델푸에고 제도에서 남극 대륙까지; 비르헤네스곶 (남위 52° 21′  서경 68° 21′  / 남위 52.350°  서경 68.350° )에서 티에라델푸에고의 에스피리투산토곶, 마젤란 해협의 동쪽 입구까지 이어지는 선. (이러한 한계는 아직 아르헨티나와 칠레에서 공식적으로 수용되지 않았다.)
남쪽. 남극 대륙.
이러한 정의는 IHO에서 별도로 정의된 주변 수역(예: 알래스카만 및 산호해)은 제외하며, 일반적으로 이들은 태평양의 일부로 간주된다는 점에 유의.
2002년 초안에서 IHO는 태평양의 남쪽 한계를 남위 60도로 이동하여 그 선 이남의 수역을 남극해로 재정의했다. 이 새로운 정의는 아직 비준되지 않았다(또한, 2003년에는 오스트레일리아가 유보를 표명했다). "남극해"라는 이름은 자주 사용되지만, 미국 내셔널 지오그래픽 협회의 월드 아틀라스 10판과 같은 일부 지리적 기관에서는 대서양, 인도양, 태평양이 남극까지 계속되는 것으로 일반적으로 표시한다. 2002년 정의가 채택되면, Limits of Oceans and Seas 제4판에 발표되어 제2판의 "남극해"를 다시 도입하고 제3판에서는 생략되었다.

## 남극해

CIA 월드 팩트북에 따른 남극해

남극해는 남극을 둘러싸는 수역을 포함하며 때로는 태평양, 대서양, 인도양의 연장으로 간주되기도 한다.
1928년, 국제 수로 기구 (IHO)의 Limits of Oceans and Seas 간행물 초판에는 남극을 둘러싼 남극해가 포함되었다. 남극해는 남쪽으로는 남극 대륙, 북쪽으로는 남아메리카, 아프리카, 오스트레일리아 대륙과 브로턴섬를 기준으로 육상 경계로 한정되었다. 사용된 자세한 육상 한계는 남아메리카의 혼곶, 아프리카의 아굴라스곶, 배스 해협 서쪽 가장자리를 거쳐 서오스트레일리아의 루인곶에서 태즈메이니아의 남동곶까지의 오스트레일리아 남부 해안, 그리고 브로턴섬을 거쳐 혼곶으로 돌아가는 것이었다.
남극해의 북부 한계는 IHO의 1937년 대양과 바다의 경계 제2판에서 남쪽으로 이동되었다. 남극해는 아프리카의 아굴라스곶 (동경 20도)과 서오스트레일리아의 루인곶 (동경 115도) 사이에서 남위 40도까지 북쪽으로 뻗어 있었고, 뉴질랜드의 오클랜드섬 (동경 165도 또는 166도)과 남아메리카의 혼곶 (서경 67도) 사이에서 남위 55도까지 뻗어 있었다.
남극해는 1953년 제3판에는 나타나지 않았는데, "...북부 한계는 계절 변화로 인해 정하기 어렵기 때문이다... 따라서 이 지역을 다루는 별도의 간행물을 발행하는 수로 사무소는 자체 북부 한계를 결정할 수 있다. (영국은 남위 55도를 사용한다)". 대신, 1953년 IHO 간행물에서는 대서양, 인도양, 태평양이 남쪽으로 확장되었고, 이전에는 접촉하지 않았던 인도양과 태평양(1953년 이전, 초판과 제2판에 따르면)은 이제 남동곶의 자오선에서 접하게 되었고, 그레이트오스트레일리아만과 태즈먼해의 남부 한계는 북쪽으로 이동되었다.
IHO는 2000년에 남극해 문제에 대해 다시 설문 조사를 실시했다. 68개 회원국 중 28개국이 응답했고, 아르헨티나를 제외한 모든 응답 회원국은 해양 재정의에 동의했으며, 이는 해양학자들이 해류에 부여하는 중요성을 반영한다. 남극해라는 명칭 제안은 18표를 얻어 대체 명칭인 남극양을 제쳤다. 투표의 절반은 해양의 북쪽 한계를 남위 60°로 정의하는 것을 지지했으며(이 위도에서 육상 단절 없음), 나머지 14표는 주로 남위 50°였지만, 일부는 남위 35°까지 북쪽으로 정의하는 것을 지지했다.
대양과 바다의 경계 제4판은 전 세계 여러 명명 문제와 관련된 여러 국가의 "우려 지역" 문제 때문에 아직 출판되지 않았다. IHB는 2002년 8월에 제4판의 새로운 초안을 배포했지만, 여전히 다양한 변경 사항이 있었고, 제3판에서 60개의 바다가 추가되거나 이름이 변경되었으며, 심지어 간행물 이름도 변경되었다. 오스트레일리아는 남극해 경계에 대해 유보를 표명하기도 했다. 사실상, 제3판(남극해를 지역 수로 사무소에 위임하여 확정하지 않음)은 아직 대체되지 않았으며 IHO 문서는 "현재 유효"하다고 선언한다.
그럼에도 불구하고, 제4판의 정의는 많은 기관, 과학자 및 국가에서 사실상 사용되고 있으며, 심지어 IHO 위원회에서도 사용된다. 일부 국가의 수로 사무소는 자체 경계를 정의했으며, 예를 들어 영국은 남위 55도를 사용했다.
내셔널 지오그래픽 협회와 같은 다른 자료에선 대서양, 태평양, 인도양이 남극까지 뻗어 있는 것으로 보여주지만, 내셔널 지오그래픽 웹사이트의 기사는 남극해를 언급하기 시작했다.
오스트레일리아에서는 지도 기관이 남극해를 남극과 오스트레일리아 및 뉴질랜드 남부 해안 사이의 전체 수역으로 정의했다. 이 delineation은 IHO 간행물의 원본(초판)과 기본적으로 동일하며 제2판과 효과적으로 동일하다. 제2판에서 그레이트오스트레일리아만은 오스트레일리아 해안과 남극해 사이의 유일한 지리적 실체로 정의되었다. 태즈메이니아주와 사우스오스트레일리아주의 해안 지도에는 해역이 남극해로 표시되어 있으며, 웨스턴오스트레일리아주의 루인곶은 인도양과 남극해가 만나는 지점으로 묘사된다.

## 대서양과 태평양 사이의 자연적 경계 이론

"섀클턴 파쇄대에 의한 태평양과 남대서양 사이의 자연적 경계"라는 논문에서 제시된 제안을 보여주는 지도.

과학 연구자는 대서양과 태평양 사이의 경계를 두 가지 다른 자연적 경계, 즉 섀클턴 파쇄대와 스코샤호를 통해 경계를 정할 것을 제안했는데, 전자가 후자보다 더 최근의 것이다.

## 같이 보기
- 국제 해사 기구
- 고대 대양 목록
- 바다 목록
- 연해
- 해양학
- 극해
- 바다
- 7개의 바다
- 세계 해양 지도책
- 대륙의 경계